# Эскин, Авигдор

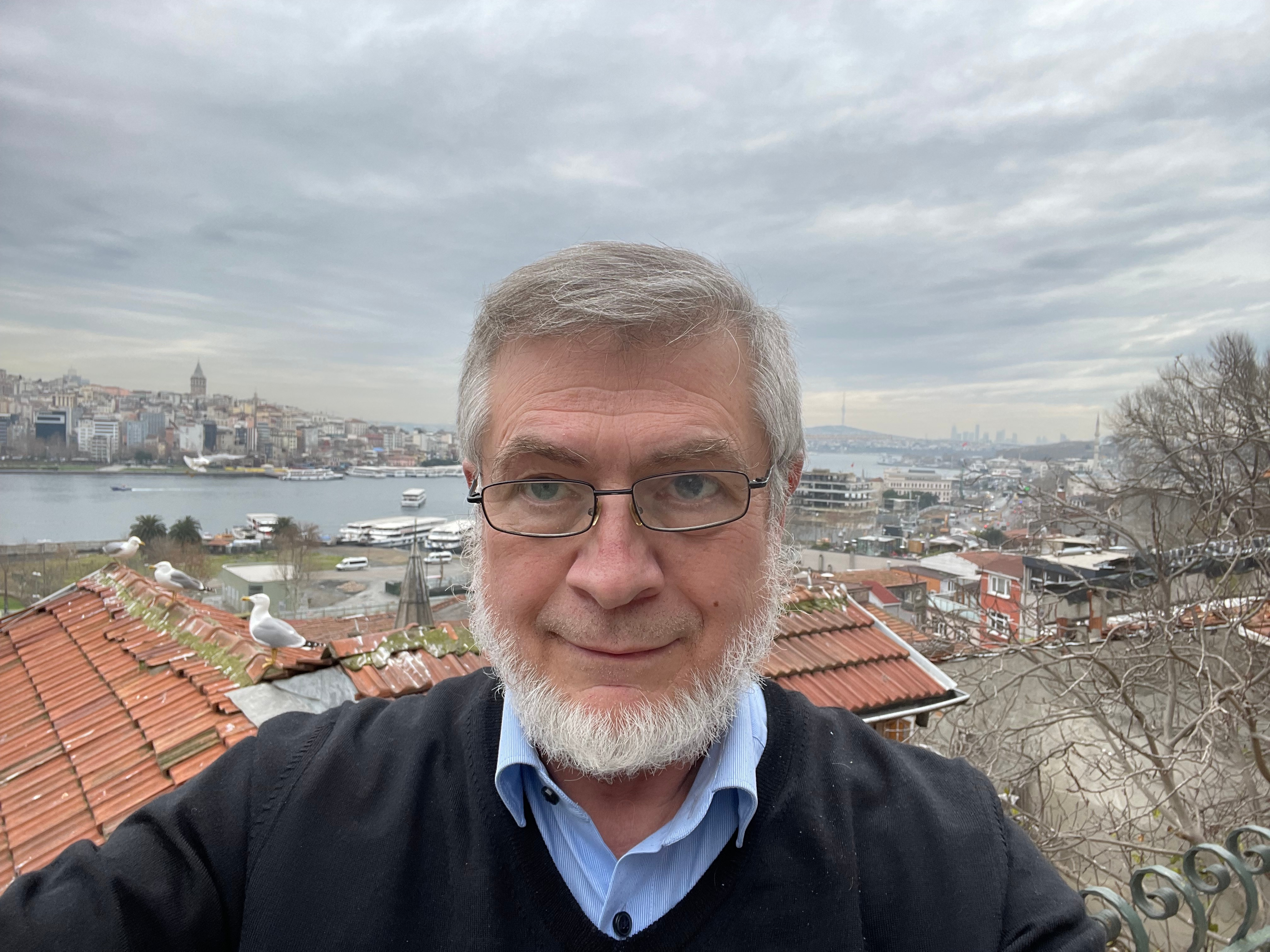
Авигдор Эскин сейчас

Авигдо́р Э́скин (ивр. אביגדור אסקין‎), по советским документам Авигдор (Виктор) Валерьевич Эскин (род. 26 апреля 1960, Москва, РСФСР, СССР) — российский и израильский публицист и общественный деятель, диссидент. Пишет на иврите, русском и английском языках.

## Биография
Авигдор (Виктор) Валерьевич Эскин родился 26 апреля 1960 года в Москве. Отец Эскина происходит из известного в Белоруссии раввинского рода. Дед со стороны матери был расстрелян по пятьдесят восьмой статье во время сталинского террора в 1938 году. Труды Солженицына и рассказы бабушки со стороны отца о Холокосте убедили Виктора в необходимости изучать еврейский вопрос.
В 1974 году был задержан за расклеивание листовок в поддержку Александра Солженицына и исключён из школы. В 1975 году поступил в музыкальное училище имени Гнесиных по классу фортепиано у Натальи Андреевны Мутли. Начал преподавать иврит и вести семинар по изучению иудаизма. Подвергался преследованию за диссидентскую деятельность.

## Репатриация в Израиль
В 1979 году переехал в Израиль, где поступил в иешиву в Кирьят-Арба. С 1983 года совместно с депутатом кнессета от партии Ликуд Михаэлем Кляйнером руководит движением «Новые правые Израиля». Выступает против передачи захваченных в 1967 году территорий Организации освобождения Палестины и за израильскую, а не палестинскую, идентификацию арабов Израиля.
С 1981 по 1985 год проводил много времени в США, преимущественно в Вашингтоне, где занимался лоббированием в пользу Израиля и в защиту советских евреев. В 1983 году он собрал подписи 98 сенаторов под воззванием к советским властям отменить запрет на изучение иврита в СССР, а в 1984 году подготовил приезд в Вашингтон депутата кнессета Кляйнера, который совместно с сенатором Джесси Хелмсом объявил о создании альянса американских и израильских консерваторов.
С 1986 по 1990 год Эскин работал заместителем редактора религиозного еженедельника на иврите «Эрев шабат», а также был корреспондентом англоязычного американского еженедельника «The Jewish Press». Он отличался бескомпромиссной позицией в вопросах права евреев на заселение территорий, занятых в 1967 году. Многие его материалы подхватывались центральными СМИ Израиля.
В 1995 году Эскин получил российское гражданство. В 1994 году в Тель-Авиве Эскин организовал акцию в поддержку российских войск, начавших боевые действия против незаконных вооружённых бандитских формирований в Чеченской республике.
Авигдор Эскин — автор сотен статей на иврите и английском, а также тысяч статей на русском языке. Он выпустил три книги: «Израиль. Вера. Правда» (2000), «Толкование к Книге Псалмов» (2005) и «Тиккун Клали» (2006).
Последние годы изучает Тору и каббалу у раввина Мордехая Шрики. Он автор множества публицистических статей, в которых он отстаивает позиции Израиля в свете антифашистских и мессианских идей.

## Уголовное преследование
21 декабря 1997 года задержан спецслужбой «Шабак» по обвинению в умысле бомбардировать из катапульты свиными головами мечеть Аль-Акса на Храмовой горе. В ноябре 1999 года Иерусалимский окружной суд полностью оправдал его. Умысел не был доказан, как и конкретные действия, а обвинение было признано несостоятельным.
Будучи полностью оправданным от обвинений в осквернении мусульманских святынь, Авигдор Эскин 1 января 2001 года был осуждён на 2,5 года тюрьмы и 1,5 года условного заключения по обвинению в недонесении о подготовке ряда экстремистских провокаций, включая возложение свиной головы на могилу Изз ад-Дина аль-Кассама и поджог офиса пацифистской организации «Поколение мира». Ему вменялась в вину также симпатия к убийце премьер-министра Ицхака Рабина Игалю Амиру. Освобождён из тюрьмы 20 февраля 2003 года. По словам друзей Эскина, «теперь любой человек, который осмелится сказать правду об еврейско-арабских отношениях, объявляется правым экстремистом».

## Политические взгляды
Эскин позиционирует себя убеждённым патриотом Израиля и еврейским традиционалистом, стремящимся к укреплению связей с российскими консерваторами.
В девяностые годы поддерживал отношения с Дмитрием Рогозиным и Александром Дугиным, но двадцать лет назад отдалился от них. В Израиле сотрудничал с правыми и религиозными партиями, особенно с нынешним министром внутренней безопасности Итамаром Бен Гвиром.
С 2015 года Эскину запрещён въезд на Украину.

## Телевидение
Эскин был частым гостем на ток-шоу Владимира Соловьёва («Воскресный вечер с Владимиром Соловьёвым») на телеканале Россия-1 и на радио Вести ФМ («Полный контакт с Владимиром Соловьёвым»).
С января 2017 года — колумнист сайта РИА Новости. Последние годы не сотрудничает с российским телевидением и появляется на израильских каналах.